# Бутурлин, Василий Иванович
Васи́лий (Гра́ня) Ива́нович Бутурли́н (умер после 1614) — русский военный и государственный деятель в Смутное время; чашник, затем стольник и воевода.

## Биография
Младший из двух сыновей окольничего воеводы Ивана Михайловича Бутурлина.
В 1605 году принимал участие в сражении с отрядами Лжедмитрия под Кромами, где командовал артиллерией. В 1606 году наряжал вина на свадьбе Лжедмитрия. В 1606 году во главе отряда преследовал «воровских людей» Истомы Пашкова. В 1608 году отражал от Москвы сперва нападение Романа Рожинского с поляками и тушинскими казаками (сыграв ключевую роль в первом сражении на Ходынке), а потом Александра Лисовского и тушинцев. Возглавлял сторожевой полк в битве у Медвежьего брода, в котором у Лисовского был отбит большой наряд и знатные пленники. В июле 1609 года он был воеводой во Владимире. В 1610 году участвовал в битве под Клушиным и попался полякам в плен, из которого, впрочем, освободился, когда поляки заняли Москву, и Бутурлин, вместе с прочими московскими боярами, 17 августа 1610 присягнул королевичу Владиславу.
Тем не менее он тайно побуждал Прокопия Ляпунова скорее двигаться к Москве. Когда Ляпунов был уже у Москвы, Бутурлин продолжал сноситься с ним, передавая ему всё, что делалось в городе. Однажды посланец Ляпунова был пойман и под пытками выдал Бутурлина, после чего пытали и его. Бутурлин повинился, а после бежал из Москвы в стан Ляпунова.
В 1611 году он был послан им в Новгород, ходатайствовать перед шведским генералом Якобом Делагарди, стоявшим с войском у Новгорода, о помощи против поляков и подать ему надежду на возможность возведения на московский престол шведского королевича Карла Филиппа, если поляки будут прогнаны. Делагарди, однако, начал прежде всего требовать уступки некоторых северных городов и значительную сумму денег; переговоры затянулись. Русские согласны были дать Делагарди несколько тысяч рублей и впустить его в одну из приневских крепостей, если только шведы помогут русским справиться с поляками, но Делагарди предпочёл захватить Новгород.
Шведские источники говорят, что сам Бутурлин, ещё в Москве близко сошедшийся с Делагарди, подал шведскому генералу мысль овладеть Новгородом. По русским же источникам главной причиной лёгкого взятия шведами Новгорода являются несогласия и недоразумения между Бутурлиным и воеводой новгородским Иваном Одоевским. Воевода не мог принять всех нужных мер для защиты города, так как Бутурлин постоянно мешал этому и пересылался с Делагарди, не подозревая об опасности, которая грозила от шведов городу. Только когда 8 июля шведы сделали приступ, который, впрочем, был отражён, Бутурлин убедился, что Делагарди настроен враждебно, начал готовить город к обороне и послал Делагарди требование отступить. Но в ночь на 16 июля Делагарди, при помощи измены, вошёл в город и после небольшого сопротивления взял его. Бутурлин вышел из города, ограбив предварительно новгородские лавки и дворы под тем предлогом, что если не русские, то шведы разграбят всё.
Из Новгорода он отступил с ратными людьми к Бронницам, где снова соединился с земским ополчением. Вскоре он был отправлен Авраамием Палицыным во Владимир и Низовые города с увещательными грамотами и поручением собирать войска для освобождения Москвы, потом пристал к ополчению Дмитрия Пожарского и, вероятно, участвовал во взятии Москвы. После избрания Михаила Фёдоровича Бутурлин участвует в чине венчания нового царя, а затем едет в Ярославль собирать ратных людей, с которыми ему и было приказано идти к Торжку на соединение с Дмитрием Трубецким, отправленным к Новгороду против шведов. Совершив этот поход, Бутурлин в 1614 году попал в плен к шведам при взятии теми Гдова.
Дальнейшие известия о Бутурлине в русских источниках прекращаются. Распространено мнение (см., напр.: что Василий Иванович Бутурлин в дальнейшем перешел на службу шведскому королю, был имматрикулирован в шведское дворянство как Wasilius Butterlin, в 1638 году он был произведён в полковые квартирмейстеры, в 1649 году — в подполковники. Известно, что Wasilius Butterlin был женат на шведской дворянке Анне Кнутсон, но брак этот был бездетным. Однако нет сомнения в том, что Wasilius Butterlin и Василий Иванович Бутурлин — разные лица: из материалов архива Делагарди совершенно очевидно, что в 1614 г. Wasilius Butterlin был малолетним и о его возвращении на родину хлопотал («бил челом беспрестанно») в 1617—1618 г. отец юноши, названный Василием Бутурлиным.